# Laurent Schwartz

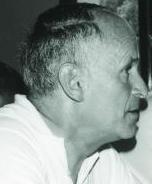
Laurent Schwartz (1970)

Laurent Schwartz (* 5. März 1915 in Paris; † 4. Juli 2002 ebenda) war ein französischer Mathematiker und Träger der Fields-Medaille. Er gilt als Begründer der Theorie der Distributionen.

## Biographie

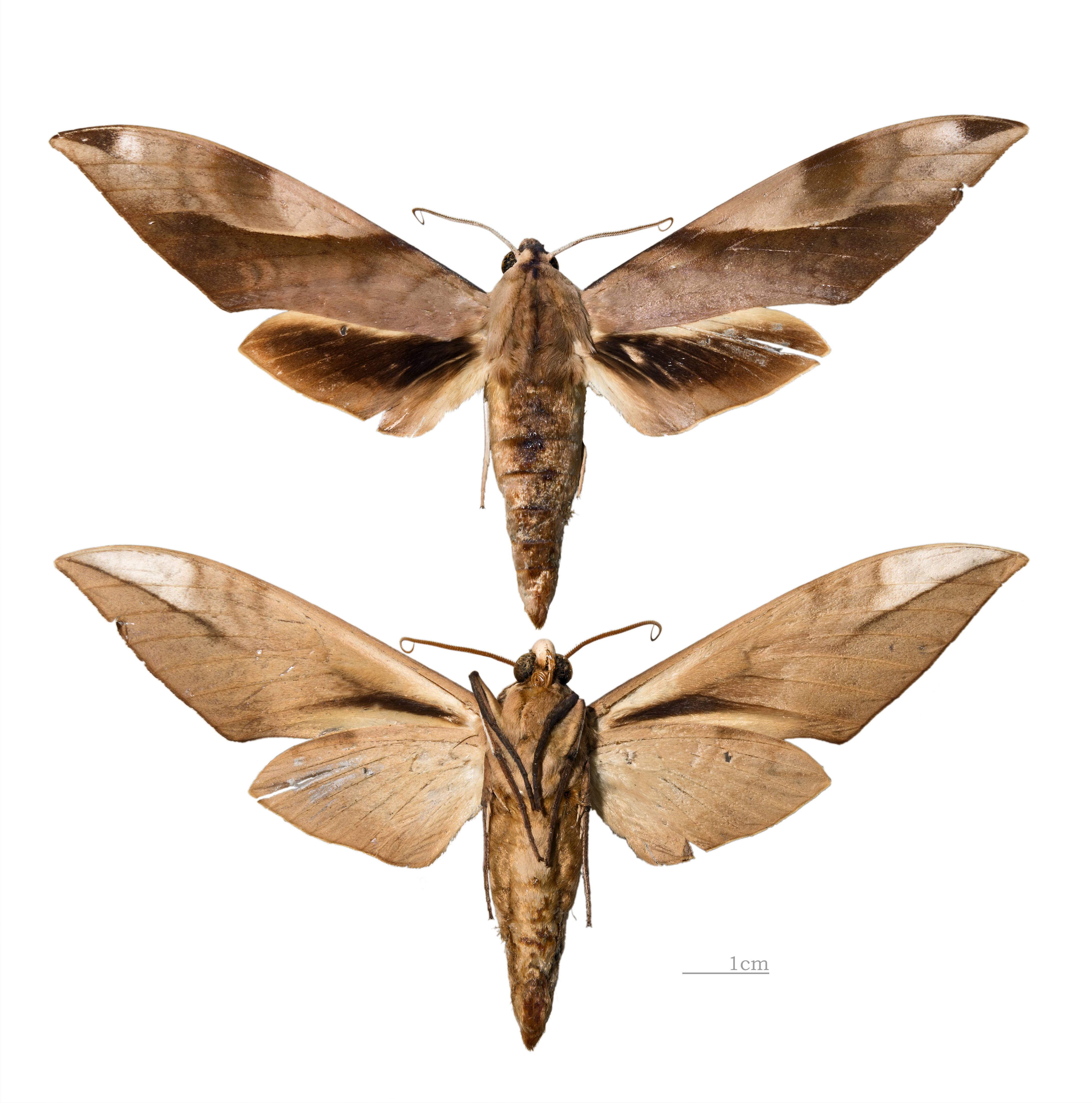
Clanis schwartzi Paratyp

Laurent Schwartz war der Sohn des Chirurgen Anselme Schwartz, der nach der Annexion des Elsass durch das Deutsche Reich nach Paris zog und dort der erste offiziell angestellte jüdische Chirurg an einem Pariser Hospital wurde. Der Onkel von Laurent Schwartz, Robert Debré, war Gründer von UNICEF und Jacques Hadamard sein Großonkel.
Schwartz gewann die allgemeinen Zulassungsprüfungen (Concours Generale) zu den Grand Écoles in Latein, studierte dann aber ab 1934 an der École normale supérieure Mathematik (Agrégation de Mathématiques 1937). 1938 heiratete er Marie-Hélène Lévy, Tochter des Mathematikers Paul Lévy. Nachdem die deutsche Wehrmacht Frankreich 1940 erobert hatte, war Schwartz als Trotzkist und Jude in Lebensgefahr. Er benutzte Aliasnamen (u. a. Laurent-Marie Sélimartin). Seine Frau nannte sich Lengé. 1943 erhielt Schwartz seinen Doktor von der Universität Straßburg, die damals nach Clermont-Ferrand evakuiert worden war, wo er in der Nähe halb untergetaucht lebte.
In Clermont-Ferrand kam Schwartz unter den Einfluss von Mitgliedern der Mathematikergruppe Bourbaki (unter anderem Jean Dieudonné, Jean Delsarte, Henri Cartan). 1944/45 war er an der Universität (Faculté de Science) in Grenoble und nach dem Krieg zuerst Professor an der Universität Nancy, die Dieudonne und Delsarte zu einem mathematischen Zentrum der Bourbakisten machten, zu denen auch Schwartz gehörte. Ab 1952 lehrte er in Paris an der Sorbonne und ab 1959 an der École polytechnique, an der er bis 1980 war und den Unterricht und die Ausrichtung in Richtung auf wissenschaftliche Forschung reformierte – davor war es in erster Linie eine (dem Militär unterstehende) Ingenieursschule und Karrieresprungbrett für die französische Elite. In einem weiteren Anliegen, die Aufnahmekriterien für französische Universitäten zu verschärfen, war er weniger erfolgreich. Danach war er bis zu seiner Emeritierung 1983 an der Universität Paris VII.
Zu Schwartz' Doktoranden zählen Alexander Grothendieck, Louis Boutet de Monvel, Jacques-Louis Lions, Bernard Malgrange, André Martineau, François Treves, Gilles Pisier.
Schwartz' Ehefrau Marie-Hélène Schwartz war ebenfalls Mathematikerin und eine der ersten Frauen, die an der École Normale Supérieure studierten. Ihre gemeinsame Tochter Claudine Robert ist Professorin für Statistik in Grenoble. Schwartz bezeichnete sich selbst als Atheisten. Schwartz besaß eine der größten privaten Schmetterlingssammlungen, die er größtenteils Museen stiftete. Mehrere Schmetterlingsarten sind nach ihm benannt.

## Distributionentheorie
In den Jahren nach dem Krieg entwickelte Schwartz seine Theorie der Distributionen, verallgemeinerten Funktionen, die er noch während des Krieges entdeckte (November 1944). Für diese Arbeit erhielt er 1950 die Fields-Medaille auf dem Internationalen Mathematikerkongress in Cambridge (Massachusetts), wo er auch einen Plenarvortrag hielt (Théorie des Noyaux).
Die Theorie der Distributionen hatte Vorgänger in den von Oliver Heaviside und Paul Dirac in der Physik eingeführten Funktionen und auch einige mathematische Vorläufer zum Beispiel bei Salomon Bochner. Insbesondere wurde das Konzept auch in den 1930er Jahren in der Sowjetunion von Sobolew im Rahmen des Cauchy-Problems linearer hyperbolischer partieller Differentialgleichungen entwickelt. Schwartz selbst kannte Sobolews Arbeiten nicht und war in erster Linie durch Vorlesungen von Jean Leray 1934/35 am Collège de France über schwache Lösungen partieller Differentialgleichungen und die Arbeiten André Weils über Integration auf lokalkompakten topologischen Gruppen beeinflusst. Er baute die Theorie mit der besonders von den Bourbakisten entwickelten Theorie topologischer Vektorräume aus. Schwartz selbst wandte Distributionen zusammen mit Georges de Rham auf Differentialformen auf Mannigfaltigkeiten (de Rham's Konzept der Ströme) und auch in der Quantenfeldtheorie an. Später wandte Schwartz sich der Wahrscheinlichkeitstheorie, genauer der stochastischen Analysis, zu, für die er sich schon früh seit Gesprächen mit seinem Schwiegervater Paul Lévy interessierte. Schwartz befasste sich in der Stochastik unter anderem mit Semimartingalen auf Mannigfaltigkeiten, der Wahrscheinlichkeitstheorie in topologischen Vektorräumen und zylindrischen Maße.
Neben der Fields-Medaille erhielt er mehrere Preise der französischen Akademie der Wissenschaften und war Ehrendoktor in Berlin, Brüssel, Lund, Tel Aviv, Montreal und Athen. 1972 wurde er Mitglied der französischen Académie des sciences. 1962 war er Präsident der Société Mathématique de France.

## Politisches Engagement
Schwartz war ein sehr politischer Mensch, der sich zum Beispiel in den 1930er und 1940er Jahren bei den Trotzkisten engagierte, da er seit den Moskauer Schauprozessen der 1930er Jahre ein bekennender Anti-Stalinist war. 1956 engagierte er sich öffentlich während des Ungarischen Aufstands gegen die sowjetische Besatzung. Sein politisches Engagement führte 1962 zu einem einjährigen Exil in New York: Maurice Audin, ein Mathematik-Doktorand an der Universität Algier, algerischer Kommunist und Gegner der französischen Herrschaft in Algerien, wurde 1957 vom französischen Militär entführt und zu Tode gefoltert. Laurent Schwartz bemühte sich vergeblich um eine genaue Untersuchung des Falls, sorgte für eine posthume Promotion von Audin und wurde nach der Affäre einer der Unterzeichner des Manifest der 121, einer Erklärung, die militärischen Ungehorsam in Algerien forderte. Er schrieb das Vorwort zum Buch L’Affaire Audin (1958) von Pierre Vidal-Naquet. Daraufhin wurde er seiner Professur (die École Polytechnique unterstand dem Armeeminister) enthoben, allerdings erhielt er sie nach zwei Jahren zurück. Auch später setzte er sein politisches Engagement fort, zum Beispiel für politisch verfolgte Mathematiker in allen Teilen der Welt, gegen den Vietnamkrieg und die Invasion der Sowjetunion in Afghanistan.

## Schriften
- Un mathématicien aux prises avec le siècle. Paris 1997, Autobiographie, englische Übersetzung: A mathematician grappling with his century. Birkhäuser, 2001, ISBN 3-7643-6052-6.
- Theorie des Distributions. Hermann, 2 Bände, 1950/1951, Neuauflage 1966.
- Tenseurs. Hermann, 1975.
- Analyse. Hermann, 1998.
- Analyse hilbertienne. Hermann, 1979.
- Cours d’Analyse. Hermann, 1981.
- Analyse mathematiques. 2 Bände, Hermann, 1967.
- Étude des sommes d’exponentielles. Hermann, 1959.
- Mathematics for the physical sciences. Hermann, 1966, deutsche Übersetzung: Mathematische Methoden der Physik. BI Hochschultaschenbücher, 1974.
- Application of distributions to the theory of elementary particles in quantum mechanics. Gordon and Breach, 1968, 1988.
- Semi-martingales and their stochastic calculus on manifolds. Presse de l’Universitaire de Montreal, 1984.
- Semi-martingales sur des variétés et martingales conformes sur des variétés analytiques complexes. Springer, 1980.
- Geometry and probability in Banach Spaces. Springer, 1981.
- Radon measures on arbitrary topological spaces and cylindrical measures. Oxford University Press, 1973 (Tata Lectures).
- Lectures on complex analytic manifolds. Springer, 1986 (Vorlesungen am Tata Institut, Bombay 1955.)
- Pour sauver l’université. Editions du Seuil, 1983.
- Séminaire Schwartz in Paris 1953 bis 1961. Online-Ausgabe: numdam.org